# The Locked Heart
Pour plus de détails, voir Fiche technique et Distribution.
The Locked Heart est un film muet américain réalisé et interprété par Henry King, sorti en 1918.

## Synopsis
Harry Mason est rappelé chez lui par un télégramme mais, lorsqu'il y arrive, il trouve sa femme Ruth morte en couches. Très secoué, Harry refuse de regarder l'enfant et, après avoir fermé à clé la porte de la nursery préparée par Ruth, il part pour l'Europe, laissant la petite Martha aux bons soins de son grand-père, le Colonel Mason. Harry voyage à travers le monde entier, cherchant à oublier son chagrin, mais il pense encore et toujours à sa femme et décide finalement de rentrer chez lui. Alors qu'elle ne connaît pas l'identité de son père, Martha, maintenant une charmante petite fille, se lie avec Harry et le convainc bientôt de rouvrir la nursery. Sur le bureau, il trouve la lettre que sa femme lui avait écrite des années auparavant, lui demandant de prendre soin de leur enfant au cas où elle mourrait. Réalisant son aveuglement, Harry presse Martha sur son cœur.

## Fiche technique
- Titre original : The Locked Heart
- Réalisation : Henry King
- Scénario : Daniel F. Whitcomb
- Photographie : George Rizard
- Société de production : Oakdale Productions
- Société de distribution : General Film Company
- Pays de production :  États-Unis
- Langue : anglais
- Format : Noir et blanc - 35 mm - 1,37:1 - Muet
- Genre : drame
- Durée : 5 bobines
- Date de sortie :
  - États-Unis : 20 juillet 1918
- Licence : Domaine public

## Distribution
- Gloria Joy : Martha Mason
- Henry King : Harry Mason
- Vola Vale : Ruth Mason
- Daniel Gilfether : Colonel Mason
- Leon Perdue : le méchant